# Minnie Minoprio
Minnie Minoprio, pseudonimo di Virginia Anne Minoprio (Ware, 4 luglio 1942), è una scrittrice, attrice e cantante britannica naturalizzata italiana di musica jazz; in Italia è maggiormente nota per il suo trascorso da showgirl e attrice. Ha scritto anche programmi radiofonici per la Rai, testi di canzoni e, successivamente, anche romanzi.

## Biografia
Nel 1957, a 15 anni, esordì sulle scene teatrali londinesi in Cinderella di Rodgers e Hammerstein. Nel 1959 fu notata da Walter Chiari e Lelio Luttazzi, che la vollero nella rivista Io e la margherita. Nel 1962, mentre interpretava a Coventry il ruolo di protagonista in una riduzione teatrale della fiaba Il principe e la rana dei fratelli Grimm, conobbe il costruttore romano Giorgio Ammanniti con cui è stata sposata sino al 1973. Dalla loro unione nacque il figlio Giuliano.
In Italia cominciò a muovere i primi passi nel mondo del jazz, ebbe in teatro un piccolo ruolo nella commedia musicale Ciao Rudy e apparve in televisione in molti varietà, quali Noi maggiorenni e Noi canzonieri. Nel 1968 pubblicò, con l'orchestra del jazzista Marcello Rosa, il suo primo 45 giri in italiano, Hélène/Cosa c'è di male se..., con un arrangiamento dixieland come voleva la moda del momento.
All'inizio degli anni settanta raggiunse il successo popolare incarnando il personaggio della "svampita", in seguito alla sua apparizione nella rivista televisiva Speciale per noi, nella quale accompagnava, con voce e movenze sensuali, Quando mi dici così, sigla di chiusura della trasmissione cantata da Fred Bongusto. La sua esibizione provocò perfino un'interrogazione parlamentare, perché ritenuta "troppo sexy". Partecipò nel 1972 al varietà Sai che ti dico?, con Raimondo Vianello e Sandra Mondaini, e alla radio nella trasmissione Gran varietà.

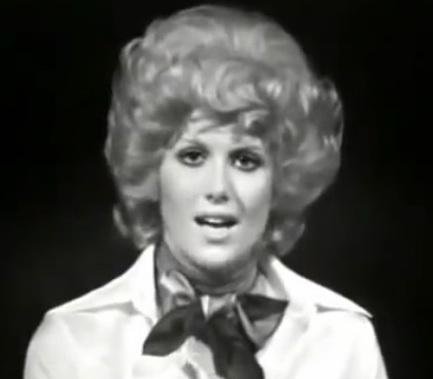
Minnie Minoprio nel 1972

Nel 1973 si separò dal marito e nel 1984 si risposò con il musicista Carlo Mezzano. Nel 1985 si fece ancora notare in Al Paradise, partecipando alla parodia dei Promessi sposi realizzata dal Quartetto Cetra, nel ruolo della Monaca di Monza. In teatro ha interpretato ruoli di protagonista in diverse commedie: Forse sarà la musica del mare, con Lando Buzzanca, L'angelo azzurro, con Enrico Beruschi, La presidentessa, con Aldo Giuffré, My fair Minnie, con Oreste Lionello.
Dimenticati i panni di "svampita", la Minoprio è tornata al jazz diventando un'apprezzata interprete e formando un gruppo, il "Minnie Minoprio Jazz Quartet" (con Luca Ruggero Jacovella, Valerio Serangeli, Bruno Lagattolla), con il quale si esibisce in tutta Italia.
Anche in precedenza ha collaborato con orchestre jazz di spessore, come la Roman New Orleans Jazz Band, Basso & Valdambrini Quartet, la Big Band di Angel Pocho Gatti, New Dixieland Sound di Marcello Rosa, Carlo Loffredo Ensemble. Autrice di testi per trasmissioni radiofoniche per la Rai e di canzoni, ha anche scritto sei romanzi. Nel 1978 apparve nuda sulla rivista Playboy. Nello stesso anno Minnie lascia la Rai per le TV private, scomparendo in breve dai palchi importanti e dal cuore degli spettatori.
La si rivede nel 1985, collaborare con la rivista le Ore, con servizi a carattere erotico. Questa esperienza, la vede momentaneamente accomunata, tra le altre, a Marisa Mell, Patty Pravo, Donatella Damiani, Tina Aumont, in un momento in cui, grazie a cineasti, come Tinto Brass e Joe D'Amato, l'erotismo "d'autore" si sta affermando come fenomeno di massa.
Dal 1987 si dedica al jazz, cantando con gruppi italiani e internazionali e creando a Roma, insieme al marito Carlo Mezzano, il "Cotton Club", un locale di musica vintage alla moda.
Nel 2023 torna in televisione, in Italia, come concorrente della terza edizione di The Voice Senior, entrando a far parte del team di Clementino.

## Filmografia

### Cinema
- Zingara, regia di Mariano Laurenti (1969)
- Mio padre monsignore, regia di Antonio Racioppi (1971)
- Roma bene, regia di Carlo Lizzani (1971)
- L'altra faccia del padrino, regia di Franco Prosperi (1973)
- Una storia ambigua, regia di Mario Bianchi (1986)
- Forever Blues, regia di Franco Nero (2005)

## Teatro
- Io e la margherita, con Walter Chiari (1959)
- Ciao Rudy, con Marcello Mastroianni, Raffaella Carrà (1966)
- Forse sarà la musica del mare, con Lando Buzzanca (1974)
- L'angelo azzurro, con Enrico Beruschi (1979)
- My fair Minnie, con Oreste Lionello, Leo Gullotta (1980)
- La presidentessa, con Gigi Reder e Aldo Giuffré (1989)

## Programmi televisivi
- Speciale per noi, con Paolo Panelli, Bice Valori, Aldo Fabrizi, Ave Ninchi (Programma Nazionale, 1971)
- Teatro 10, con Alberto Lupo (Programma Nazionale, 1972)
- Sai che ti dico?, con Raimondo Vianello e Sandra Mondaini (Programma Nazionale, 1972)
- Il poeta e il contadino, con Renato Pozzetto e Cochi Ponzoni (Secondo Programma, 1973)
- Tanto piacere (Secondo Programma, 1974)
- Più che altro un varietà, con Gianfranco Funari, Quartetto Cetra (Secondo Programma, 1975)
- Al Paradise, con Quartetto Cetra, Al Bano e Romina Power (Rai 1, 1985)
- Ieri, Goggi e domani, con Loretta Goggi (Rai 1, 1987-1988)
- The Voice Senior (Rai 1, 2023) – concorrente

### Prosa TV
- Non ti conosco più di Aldo De Benedetti, regia di Davide Montemurri, trasmessa il 16 marzo 1969 sul Programma Nazionale.

### Pubblicità
Ha partecipato alla rubrica pubblicitaria televisiva italiana Carosello: nel 1968, insieme a Gori, ha pubblicizzato la crema per mani Danusa della Pierrel e dal 1972 al 1974, con Jacques Stany, le caramelle Lys della Dufour.

## Discografia

### Album
- 1969 – New! Dixieland Sound (Contape)
- 1973 – Forse Sarà La Musica Del Mare (Fonit Cetra, LPX-30)
- 1974 – Ti voglio dare... poco per volta (Spark, SRLP261)
- 1983 – Minnie (Hollywood Records, HO 82702)
- 1987 – Anni '40... le canzoni più belle (CGD, 20569)
- 1993 – Good Friends (Rossodisera Records)
- 2003 – Jazz (Hollywood Records)
- 2005 – My twilight songs (Hollywood Records)
- 2007 – S(w)inging the blues - Minnie Moprio quartet & guests (Hollywood Records)
- 2007 – Jason Marsalis & Minnie Minoprio (Hollywood Records)
- 2009 – Why stop now! (Great songs from the 20th century) (NAR International, distr. Edel)

### Singoli
- 1969 – C.C. Rider/Hogan's alley (Contape, CML-10018)
- 1969 – Hélène/Cosa c'è di male se... (DET, DTP-32)
- 1971 – Minnie/I duri... teneri (Orange, AC 801)
- 1971 – Eterno innamorato/I will wait (Orange, AC 803)
- 1972 – Riflessioni/Delon Delon Delon (Spark, SR 807 LG)
- 1973 – Sexy/Ma che diavolo vuoi (Spark, SR 816 LG)
- 1973 – Pop-ciribiri-pop/Poco per volta (Spark, SR 818 LG)
- 1974 – Davanti a te/La più bella orchestra (Fonit Cetra, SP 1547)
- 1974 – Solitudo/Bello mio (Fonit Cetra, SP 1560)
- 1975 – L'uomo/Giallo giallo (Fonit Cetra, SP 1589)
- 1976 – Bye bye baby/Robinson Crusoe (Fonit Cetra, SP 1609)
- 1977 – Vita mia anima mia/Bimbo (CGD, 5181)
- 1983 – Ticky-tic-toc/Notte a colori (Hollywood, HO 82001)

## Radio
- Radio anch'io (Rai Radio 1, 1995)

## Libri
- Il passaggio, Roma, 1992
- Benvenuti a bordo, Terre sommerse, 2007
- Minnie Sette spiriti, 2014
- I mercanti di Acquacotta
- La villa dei miei sogni
- Il mistero di Farthing Island
- Dov'è Alfie?